# IMP-16

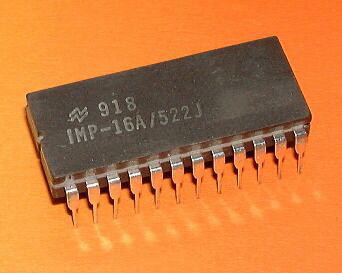
IMP 16A

IMP-16은 내셔널 세미컨덕터에서 만든 최초의 멀티 칩 16비트 마이크로프로세서다. IMP-16은 데이터 처리를 위해 4비트 RALU(레지스터와 ALU) 4개와 컨트롤 시퀀스와 마이크로코드 저장을 위한 CROM(컨트롤 롬) 등의 PMOS IC 5개로 구성되어 있다.
IMP-16은 16비트 어큐뮬레이터 4개를 가지고있으며 인덱스 레지스터 2개를 사용할 수 있으며 명령어 집합 아키텍처는 데이터 제너럴 노바(Data General Nova) 시스템과 동일하다.
IMP-16은 싱글 칩 16비트 마이크로프로세서인 PACE와 INS8900에게 자리를 내주었다. 두 칩은 IMP-16과 아키텍처는 비슷하지만 바이너리 호환성은 없다.

## 참고 자료
- 내셔널 세미컨덕터 (1973). IMP-16 프로그래밍, 어셈블러 설명서